# Euchida
Euchida (in greco antico: Εὐχίδας?, Euchídas) è stato un leggendario emerodromo plateese.

## La leggenda
Dopo la battaglia di Platea, i Greci decisero di interrogare Apollo sui sacrifici da compiere. I messi di ritorno da Delfi riferirono quanto vaticinato dal dio pizio: era necessario costruire un altare a Zeus Liberatore, ma prima di tributargli sacrifici, i Greci avrebbero dovuto estinguere il fuoco nel loro territorio, poiché era stato contaminato dai Persiani; preso quindi il fuoco dal comune focolare di Delfi, avrebbero dovuto accenderne uno nuovo e puro.
Un plateese di nome Euchida partì alla volta di Delfi per accondiscendere alla volontà del dio e prendere il fuoco sacro. Giunto là, si purificò il corpo con acqua lustrale e si coronò di alloro; subito ripartì alla volta di Platea dove arrivò prima del tramonto. La distanza percorsa fu di circa 1000 stadi (approssimativamente 150-180 km). Consegnò ai suoi concittadini il fuoco sacro, ma per la stanchezza stramazzò a terra e spirò poco dopo. I Plateesi, presi d’ammirazione, decisero di seppellirlo nel tempio di Artemide Euclea e posero sulla sua tomba questa iscrizione, formata da un tetrametro trocaico:
«Euchida corse a Delfi e qui fece ritorno nella stessa giornata»